# 마키다니촌
마키다니촌(牧谷村)은 돗토리현 이와미군에 있던 촌이다. 현재의 돗토리시에 해당한다. 1896년 3월 31일까지 이와이군에 속해있었다.

## 역사
- 1889년 10월 1일 - 정촌제 시행에 의해 이와이군 마키다니촌이 성립하였다.
- 1896년 4월 1일 - 군 통합에 의해 오미군, 이와이군, 호미군의 구역을 가지고 이와미군이 성립하여, 이와미군 마키다니촌이 되었다.
- 1925년 4월 15일 - 우라토미촌 (초대)과 합병해 새로운 우라토미촌 (2대, 후에 우라토미정)이 성립하여, 동일 마키다니촌은 폐지되었다.

## 교통

### 철도
- 철도성
  - 산인 본선